# Finnveden

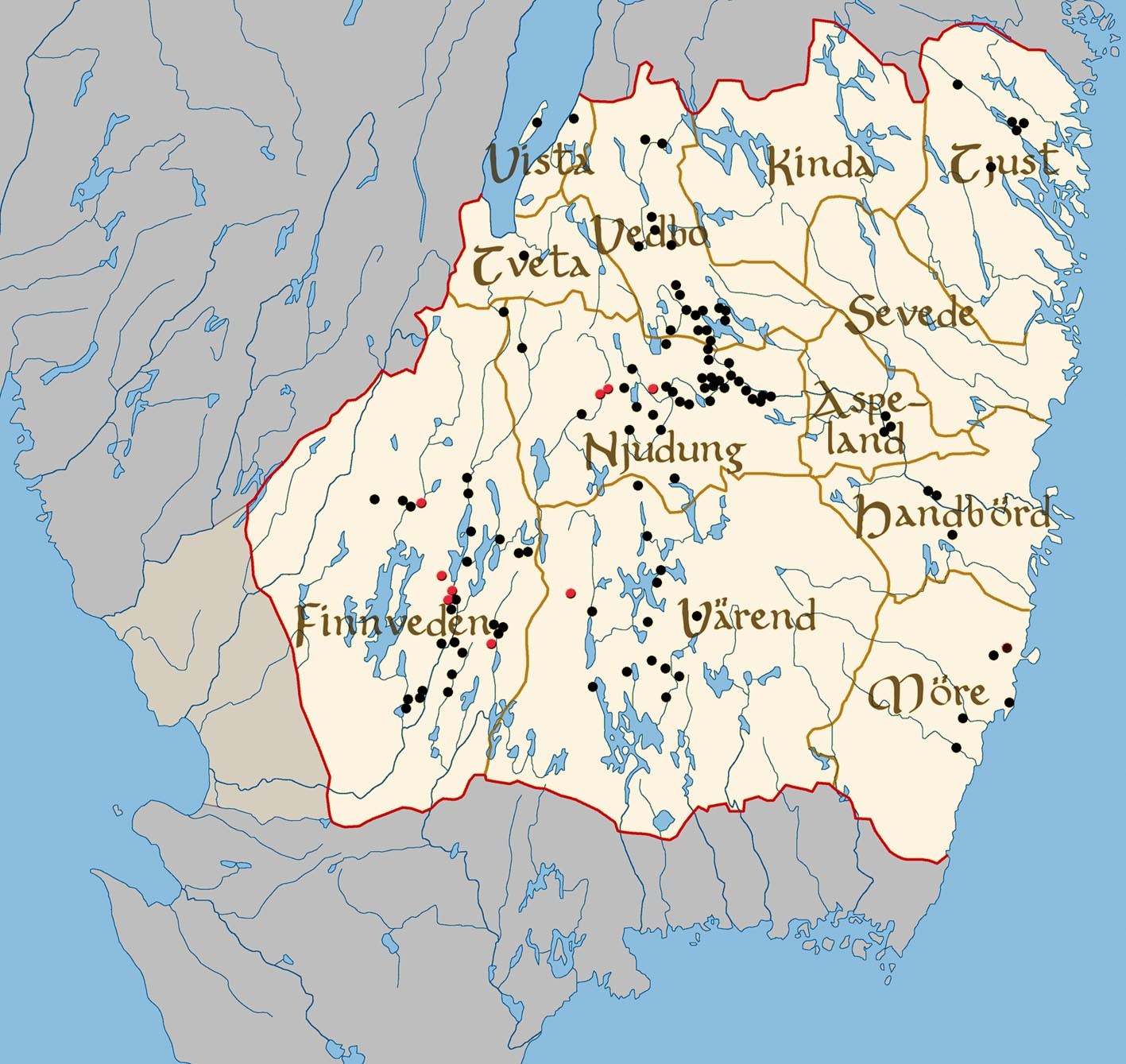
Smålands „kleine Länder“. Die Punkte zeigen Runensteine. Die roten Punkte weisen auf Runensteine, die von Reisen berichten

Finnveden war eins der sogenannten „kleinen Länder“ aus denen die Provinz Småland (Schwedisch: „kleine Länder“) entstand. Es bestand aus den Kreisen (härader) Sunnerbo härad, Västbo härad und Östbo härad.